# Oteștii de Sus
Oteștii de Sus – wieś w Rumunii, w okręgu Aluta, w gminie Cungrea. W 2011 roku liczyła 295 mieszkańców.